# محمد باسم
محمد باسم أحمد راشد (مواليد 3 يوليو 1995) هو لاعب كرة قدم فلسطيني يلعب لصالح نادي سموحة في الدوري المصري الممتاز و‌منتخب فلسطين الوطني في مركز الوسط الدفاعي.

## المسيرة
تم ضمه إلى تشكيلة فلسطين للمشاركة في كأس آسيا 2019 في الإمارات العربية المتحدة.

## وصلات خارجية
- محمد باسم على موقع قاعدة بيانات كرة القدم.إي يو (الإنجليزية)
- محمد باسم على موقع ناشيونال فوتبول تيمز (الإنجليزية)
- محمد باسم على موقع عالم كرة القدم.نت (الإنجليزية)
- محمد باسم على موقع كووورة

- محمد باسم على فرق كرة القدم الوطنية.كوم
- قالب:FootballDatabase.eu
- اللاعب محمد باسم على موقع كووورة.
- محمد باسم في موقع كرة القدم العالمية.نت